# Island of Greed
Pour plus de détails, voir Fiche technique et Distribution.
Island of Greed (黑金, Hei jin) est un film d'action hongkongais réalisé par Michael Mak (en) et sorti en 1997 à Hong Kong. L'histoire se déroule à Taïwan, où le tournage a eu lieu, et traite de la corruption du gouvernement de la République de Chine (en).
Pendant le tournage d'une cascade, Andy Lau endommage un hélicoptère loué à la compagnie aérienne taïwanaise Daily Air Corporation. En 1998, Daily Air dépose une plainte contre Lau et la société de production Win's Entertainment, et l'affaire traîne pendant 16 ans. En janvier 2014, Lau est reconnu coupable d'avoir heurté le bâton de tangage de l'hélicoptère avant de s'éjecter de celui-ci. À l'origine, Lau est condamné à verser 5,1 millions NT$ de compensation, mais la somme est portée à 6,9 millions NT$ après que Lau ait perdu en appel. À la suite d'un autre appel, l'indemnité est réduite à 2,6 millions NT$,. 
Il totalise 12 146 790 HK$ de recettes au box-office.

## Synopsis
Le capitaine Fong Kwok-fai (Andy Lau) du Bureau d'enquête du Ministère de la justice de Taïwan enquête sur un chef de triade, Chow Chin-sin (Tony Leung Ka-fai), qui tente de corrompre des responsables politiques pour se faire élire.

## Fiche technique
- Titre original : 黑金
- Titre international : Island of Greed
- Réalisation : Michael Mak (en)
- Scénario : Johnny Mak
- Photographie : Jingle Ma (en), Tony Cheung et Lin Tien-kui
- Montage : Poon Hung
- Musique : Raymond Wong et Landy Wei
- Production : Johnny Mak
- Société de production : Win's Entertainment et Johnny Mak Production
- Société de distribution : China Star Entertainment Group
- Pays d'origine :  Hong Kong
- Langue originale : cantonais, mandarin et hokkien
- Format : couleur
- Genre : Action et policier
- Durée : 126 minutes
- Dates de sortie :
  -  Hong Kong : 23 décembre 1997

## Distribution
- Andy Lau : le capitaine Fong Kwok-fai
- Tony Leung Ka-fai : Chow Chiu-sin
- Alien Sun (en) : Tsui Miu-heung
- Annie Wu (en) : Ling Fei
- Kelly Kuo : Mui Mei-lai
- Doze Niu : Ngai Kin-kwok (Nicotine)
- Lee Li-chun : le président Hau
- Chin Shih-chieh (en) : Suen Ching-lim
- Winston Chao : Fung King-chung
- Liu Fu-juh : le président Lam
- Wang Jui (en) : le père de Fai
- Adam Chan : Wah
- Wong Ching-lam : Sam Pau
- Kong Yeung : Tung, le commissaire de Taipei
- Wang Ping : la femme du commissaire Tung